# Osrednja družboslovna knjižnica Jožeta Goričarja
Osrednja družboslovna knjižnica Jožeta Goričarja (kratica ODKJG) je visokošolska knjižnica, ki deluje v sklopu Fakultete za družbene vede, in osrednja slovenska knjižnica za družbene vede. Poslanstvo ODKJG je opravljanje knjižničarske, informacijske in dokumentacijske dejavnosti za potrebe znanstvenoraziskovalnega in izobraževalnega dela na področju družboslovja. Knjižnica se nahaja na Kardeljevi ploščadi 5 v Ljubljani. 

## Zgodovina
Knjižnica Inštituta za sociologijo (kratica ISU) je delovala od 1. julija 1959 do 31. maja 1984 v stavbi Kazine na Kongresnem trgu. V 60. letih so se pojavila prizadevanja za združitev s knjižnico Fakultete za sociologijo, politične vede in novinarstvo (kratica FSPN) , v samostojno knjižnico za družbene vede, kateri naj bi se priključile tudi druge knjižnice družboslovnih inštitutov. FSPN ima korenine v 1961 ustanovljeni Visoki šoli za politične vede. 
Osrednja družboslovna knjižnica Jožeta Goričarja (ODKJG) je bila ustanovljena 1. januarja 1985 z združitvijo knjižnice in dokumentacije FSPN ter knjižnice ISU. ODKJG deluje na Fakulteti za družbene vede (kratica  FDV).

## Gradivo
ODKJG od svoje ustanovitve dalje zbira in katalogizira družboslovno gradivo. Septembra 2006 so preselili in združili 120 000 enot gradiva iz vseh dislociranih in začasnih skladišč. S selitvijo gradiva iz vseh dislociranih oz. začasnih skladišč so uredili problem hranjenja knjižničnega gradiva in dostopa do knjig. 
ODKJG se je zgodaj usmerila v zagotavljanje informacijskih virov na različnih nosilcih. Leta 1991 so naročali 374 naslovov tiskanih serijskih publikacij, od tega 229 tujih. Zbirka Dela FDV vsebuje diplomska in magistrska dela FDV v elektronski obliki. Konec leta 2008 je bilo v zbirki 3791 dokumentov. V zadnjih letih samostojno ali v konzorcijih nabavljajo vse več elektronskih informacijskih virov. 

## Dejavnosti in storitve
ODKJG že od leta 1991 gradi lastno računalniško oblikovane bibliografske podatkovne zbirke: sociologija, politične vede, novinarstvo idr. Že od leta 1987 pa bibliografijo zaposlenih na FDV. Od leta 1995 ima knjižnica svojo spletno stran z informacijami o knjižnici in družboslovnih informacijskih virih ter dostopom do kataloga. Leta 2005 so na novo oblikovali in zgradili spletišče. Od tega leta dalje je v knjižnici študentom in zaposlenim na FDV omogočen brezžični dostop do interneta ter oddaljen dostop do informacijskih virov. 
Že od same ustanovitve so nudili izobraževanja za uporabnike tako v knjižnici kot pri predmetih na fakulteti. Informacijski specialisti uporabnike izobražujejo in usposabljajo za samostojno iskanje po informacijskih virih. Izvajajo tristopenjski program informacijskega izobraževanja, izobraževalne oblike pa so prilagojene različnim skupinam uporabnikov z različnim predznanjem.
Z novimi možnostmi avtomatizirane izposoje, z gradnjo in nabavljanjem informacijskih virov v elektronski obliki ter z intenzivnim izobraževanjem uporabnikov se je povečala tudi uporaba knjižnice na daljavo. Po statistikah uporabe oddaljenega dostopa so uporabniki, študenti in zaposleni FDV, na prvem mestu po uporabi oddaljenega dostopa do informacijskih virov na Univerzi v Ljubljani. 
ODKJG je tudi Osrednji specializirani informacijski center za družboslovje, kar izvajajo kot projekt po javnem razpisu kratica `` ARRS `` (Javna agencija za raziskovalno dejavnost Republike Slovenije). Naloge Osrednjega specializiranega informacijskega centra za družboslovje so redakcija in verifikacija bibliografskih zapisov za bibliografije družboslovnih raziskovalcev ter sodelovanje pri razvoju splošnega geslovnika COBISS.SI (SGC). Za vsebinsko obdelavo že več kot petindvajset let gradijo slovensko-angleški seznam predmetnih oznak za znanstvena področja, ki jih pokriva fakulteta. Od leta 1999 sodelujejo pri razvoju metodologije in pripomočkov za vsebinsko obdelavo v sistemu COBISS. Leta 2001 so pripravili Seznam kontroliranih predmetnih oznak ODKJG, ki je konec leta 2008 vseboval 4371 predmetnih oznak. Od marca 2007 so vse nove predmetne oznake hkrati dopolnitev Splošnega geslovnika COBISS.SI.